# Hagenbach (commune fusionnée)
Pour les articles homonymes, voir Hagenbach (homonymie).
Hagenbach est une Verbandsgemeinde (commune fusionnée) dans l'arrondissement de Germersheim. La Verbandsgemeinde est située face à a la frontière française constituée par la rivière Lauter (rivière). La commune de Hagenbach (Palatinat) est le chef-lieu de la Verbandsgemeinde Hagenbach.

## Les communes faisant partie de la Verbandsgemeinde Hagenbach
- Berg (Pfalz)
- Stadt Hagenbach (Palatinat)
- Neuburg am Rhein
- Scheibenhardt